# Ben Fayot

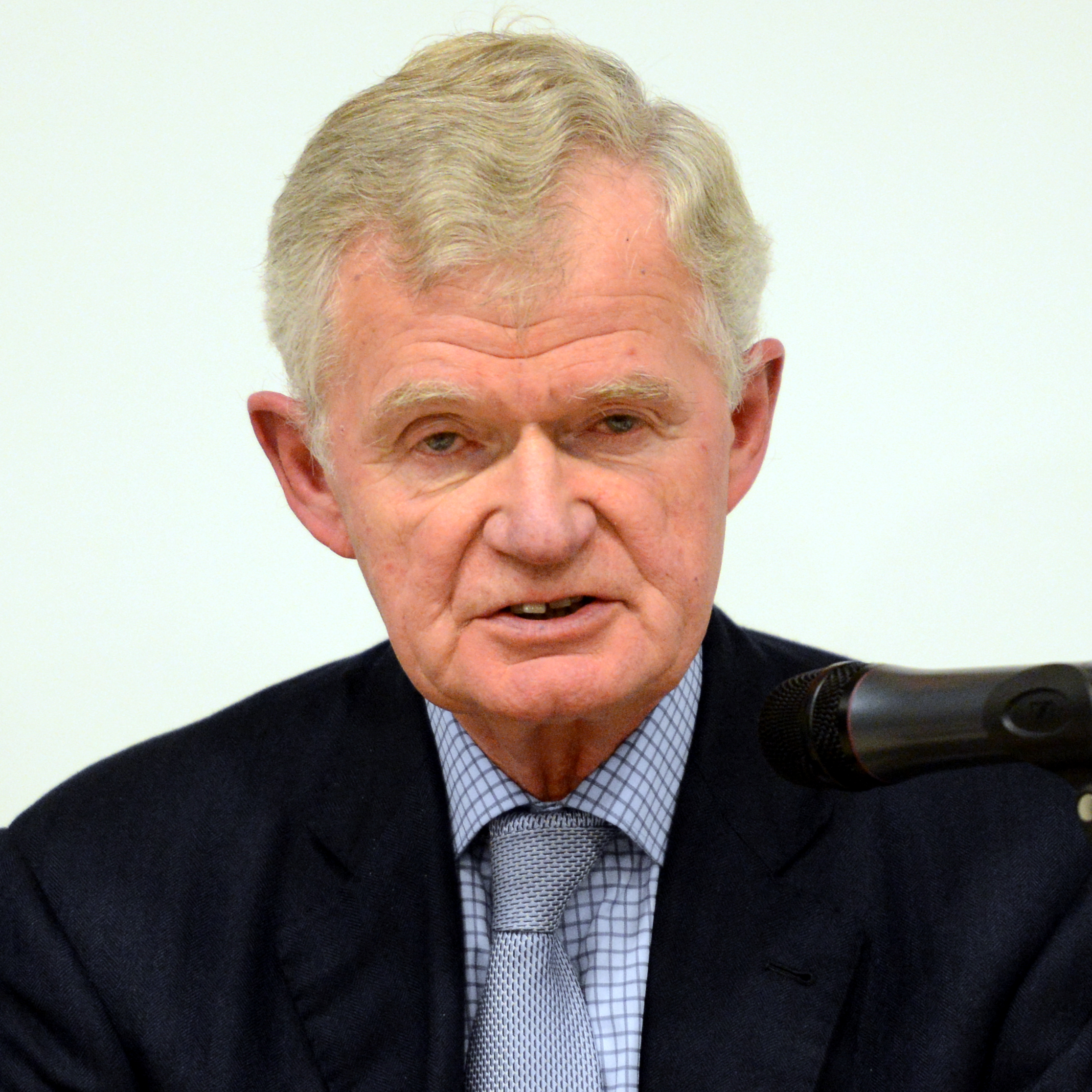
Ben Fayot 2014

Ben Fayot (* 25. Juni 1937 in Luxemburg) ist ein luxemburgischer Politiker.

## Leben
Ben Fayot studierte in Paris an der Sorbonne und danach an den Instituts d’études politiques. Er war bis 1984 Sprachenprofessor am Institut supérieur d’études et de recherches pédagogiques (ISERP, heute Teil der Universität Luxemburg). Von 1978 bis 2009 bekleidete er unterschiedliche Ämter in der Politik. Er ist zudem unter anderem Autor des Buches Sozialismus in Luxemburg. Außerdem ist er regelmäßiger Mitarbeiter des Tageblatts und hat historische Studien publiziert. 

## Politik
Er war Mitglied der Parteileitung (Comité directeur) der LSAP von 1978 bis 1997 und Parteivorsitzender von 1985 bis 1997. 1981 wurde er in den Gemeinderat der Stadt Luxemburg gewählt. 1984 wurde er zum Deputierten in die Chamber gewählt, dies blieb er bis 1989. Mitglied des Europäischen Parlaments war er von 1989 bis 1999. Von 2004 bis 2009 war er Präsident der LSAP-Fraktion in der Abgeordnetenkammer. Er war Luxemburger Mitglied im Europäischen Konvent.

## Familie
Sein Sohn Franz ist ebenfalls politisch aktiv. So war Franz Fayot Abgeordneter der Kammer und Präsident der LSAP. Seit 2020 ist er Minister für Wirtschaft und Entwicklungszusammenarbeit in der Regierung Bettel II. 